# Такыр

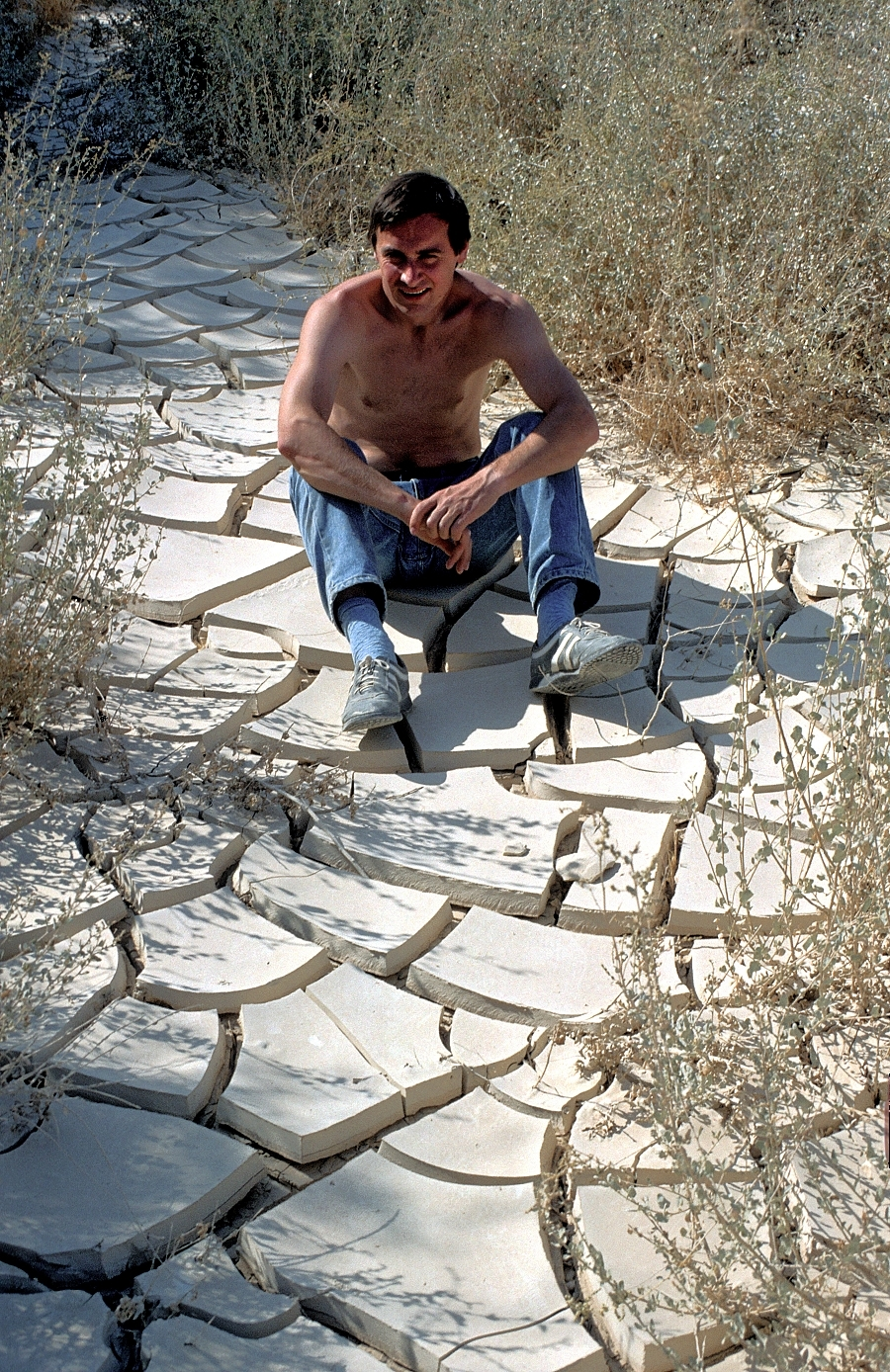
Такыр в пустыне Кызылкумы

Такы́р (такыры; с тюрк.: гладкий, ровный, голый, лысый) — форма рельефа, образуемая при высыхании засолённых почв (такырных почв) в пустынях и полупустынях. Для такыра характерны трещины усыхания, образующие характерный узор на глинистом грунте. Размеры такыра варьируются от нескольких квадратных метров до нескольких квадратных километров.

## Такырный рельеф
Такыр обычно формируется в плоских котловинах, где после сезонных дождей возникают неглубокие озёра; высыхание тонкого слоя воды обнажает вязкое илистое дно, поверхностный слой которого при высыхании уменьшается в объёме, образуя корку, разбитую трещинами на отдельные многоугольные плиты различных форм и размеров. Площадь таких плит зависит от состава донных отложений (такырных почв), степени засолённости, режима высыхания и т. п. Такыры формируются при залегании горизонта грунтовых вод более 1,5 м, в таких условиях соли уходят в грунтовые воды и возвращаются обратно по капиллярам.
Такыры характерны, в первую очередь, для пустынь суббореального пояса Азии. Площадь отдельных такыров определяется площадью бессточной котловины, где встречаются соры, — ложем образующего такыр высыхающего озера и составляет до десятков квадратных километров.
В пустынных районах США подобные структуры известны как «плайя» или salt flat, а в арабских странах — как сабха.

## Такырные почвы
Такырные и такыровидные почвы распространены в засушливых районах — это один из основных зональных типов почв глинистых пустынь, развитый в понижениях.
Термин «такыры» относится к глинистым почвам, имеющим чётко выделяющуюся плотную слоеватую глинистую корку с относительно низким, по сравнению с нижележащими слоями, содержанием солей, лежащую либо на промежуточном гумусосодержащем горизонте, либо непосредственно на засолённой почвообразующей породе.
Такыры образуются в результате накопления мелкоземистого материала в понижениях рельефа. Особенно развиты среди песчаных или каменистых пустынь. Наиболее крупные такыры в бывшем СССР приурочены к окраинам предгорных, пролювиальных равнин Копет-Дага, к дельтам pек Аму-Дарьи, Сыр-Дарьи, Теджена и другим, а также к древним аллювиальным отложениям.
- В сухом состоянии такырные почвы обладают высокой прочностью. Благодаря этому качеству, а также ровности поверхностей такыров, в сухой период года в пустыне (конец весны, лето и первая половина осени) по такырам возможно движение автомобильного транспорта с довольно высокими скоростями (до 50—70 км/ч), почти как по асфальту.
- Во влажном и мокром (залитом водой) состоянии, особенно после снеготаяния или интенсивных дождей, такырные почвы высокопластичны, заболочены. Во влажные сезоны движение транспорта по ним (даже вездеходов) крайне затруднено или вообще невозможно.